# Bichlbach-Berwang
Bichlbach-Berwang (niem: Bahnhof Bichlbach-Berwang) – stacja kolejowa położona pomiędzy gminami Bichlbach i Berwang, w kraju związkowym Tyrol, w Austrii. Położona jest na Außerfernbahn. Jest obsługiwana przez Österreichische Bundesbahnen.